# 구축함

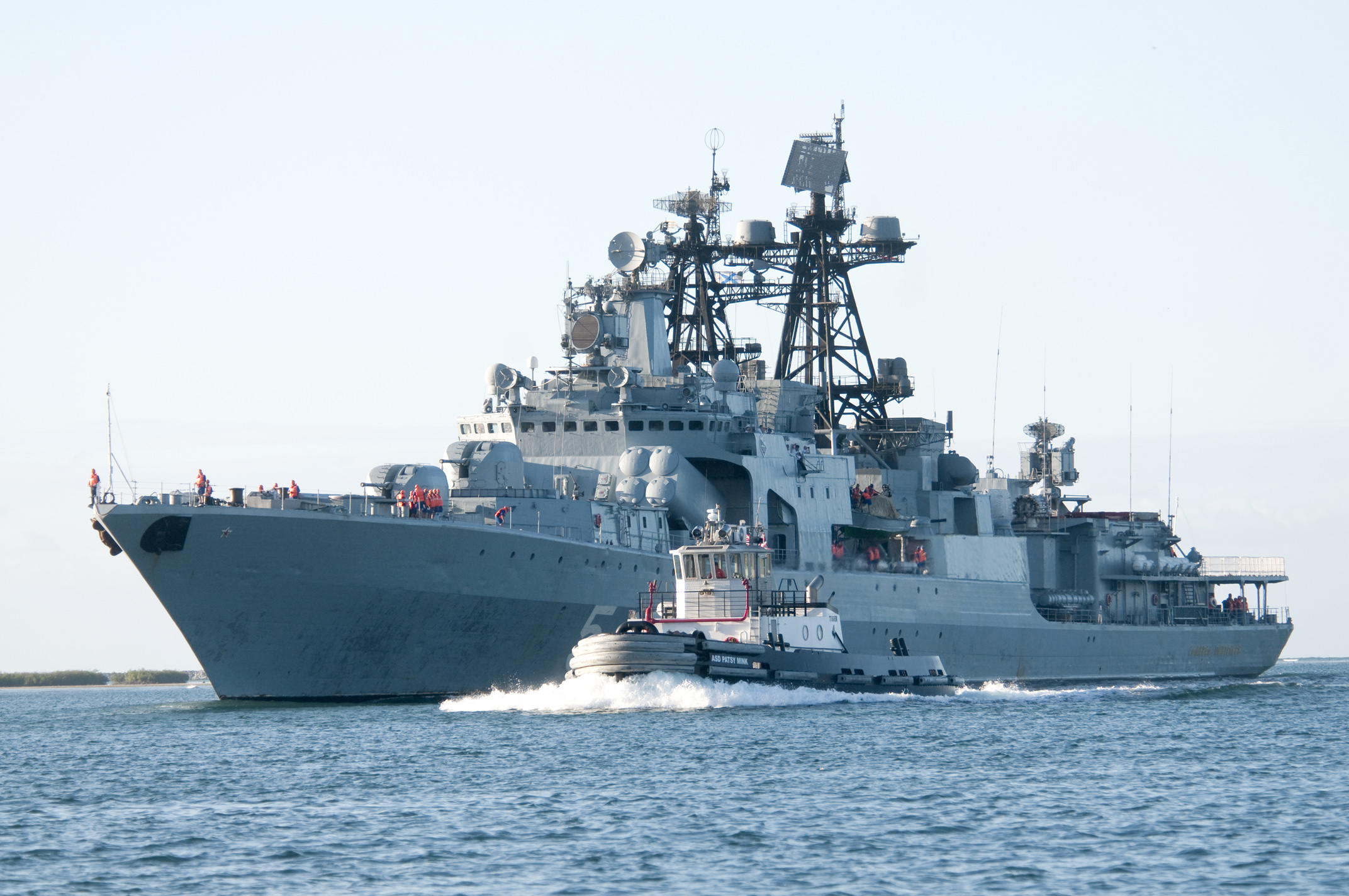
우달로이급 구축함

해군 용어로, 구축함(驅逐艦, 영어: destroyer)은 배수량이 순양함보다 작은 전투함으로, 현대 해군에서 대함, 대잠, 방공 등 다용도로 사용되는 중형 군함이다. 어뢰로 적의 대함을 물리친다는 본 목적에 따라 이름이 붙여졌다.
구축함은 함대, 호송선단, 또는 항모전단에서 더 큰 선박의 호위를 담당한다. 또한 통상의 위협에 대해 다방면으로 맞서 방어한다.
구축함은 원래 스페인 해군의 페르난도 비야아밀(Fernando Billaamil)이 어뢰정에 대항하는 방어 체계로 1885년에 제창한 것이었다. 19세기말, 어뢰가 등장함에 따라 어뢰정의 공격으로부터 자신을 보호하고, 동시에 자신도 어뢰 공격을 할 수 있는 함선이 필요함에 따라 등장하였다. 이후 1893년 영국에서 처음 등장하였을 때 이름이 ‘어뢰정파괴함’(Torpedo boats destoryer)이었다. 1904년 러일전쟁 때의 ‘어뢰정파괴함’(TBD)들은 사람들에게 ‘다른 어뢰정들을 격파하도록 고안한 크고 유연하며 단단히 무장한 어뢰정’으로 보이게 만들었다. 어뢰정파괴함은 이후 구축함(destroyer)와 혼용 또는 축약해서 부르다가, 1차세계대전에 들어서면서 거의 모든 나라의 해군에서 ‘구축함’으로 흔히들 짧게 부르게 되었다.
2차세계대전 이전의 구축함은 거칠은 대양 작전에서 적은 체류성을 가진 경함선이었다. 기뢰부설, 초계, 포격, 수송임무 외에도 방공, 대잠 임무를 수행하며 근거리 공격에 취약한 항공모함 선단을 보호하는 역할을 맡기도 했다. 보통 여러 대의 구축함들과 단 한 대의 구축함 모함이 함께 작전에 투입되었다.
2차 세계대전 이후, 구축함들은 더욱 함급이 커지게 된다. 미국의 섬너급 구축함(Class Sumner)의 경우 배수량이 2,200t이었던 반면 알레이버크급(Class Arleigh Burke) 구축함은 9,600t의 배수량을 갖추었다. 거의 340% 정도나 차이가 벌어진 것이다. 더욱이 유도 미사일의 진보로 구축함들이 한때 전함과 순양함으로 채워져 있었던 수상전투선의 빈 자리를 꿰찰 수 있었다. 이는 독자 작전량이 더욱 많아져 더욱 커지고 강력해진 유도구축함으로 변모했다.
21세기 초에 들어서면서 구축함은 수상전투선의 세계적 기준이 된다. 특히 오직 두 나라(미합중국과 러시아)에서만이 공식적으로는 그보다 더 커다란 순양함을 운영하고 있다. 현재 전함이나 진정한 순양전함은 남아 있지 않다. (키로프급 순양함의 경우 배수량 문제 때문에 이따금씩 함급이 그대로인 채로 남아있으나 러시아 내에서는 대형 미사일순양함으로 기술된다.) 오늘날의 유도구축함은 2차 세계대전 시절의 순양함과 비교해 볼 때, 톤 수 차가 비슷하나 화력 면에 있어 매우 광대한 우위를 점하며 핵탄두 장착 순항 미사일 탑재가 가능하다. 160 m 길이에, 9,200 t 배수량에 미사일 90발 이상을 탑재한 유도구축함은 기존의 기밀 처리된 유도순양함보다도 더욱 커지고 무거워졌다. 중국의 055식 구축함의 경우 그 크기와 무장 때문에 일부 미 해군 보고에 따르면 순양함으로 기술되어 있다.
북대서양 조약 기구에 속한 캐나다, 프랑스, 스페인, 네덜란드, 덴마크, 독일 등의 많은 해군이 구축함을 ’호위함‘으로 부르는 등 일부 혼선을 일으키고 있다.

## 대한민국 해군의 구축함
대한민국 해군은 지난 97년 진수한 광개토대왕함(3천t급)과 충무공 이순신급(4천t급), 세종대왕급(1만t급)이 있다. 조선민주주의인민공화국은 아직 2천t 이상의 구축함급 함정을 갖고 있지 않다.
- DDH-I 광개토대왕급(시스패로48발) ^회전식레이더
- DDH-II 충무공 이순신급(SM-2 48발) ^회전식레이더
- DDG 세종대왕급(대공+대잠+순항<대지공격용> 미사일 128발+대함미사일16발) ^이지스위상배베열레이더4기(사방)

## 기타 각국 해군의 구축함
- 미국 알레이버크급(대공+대잠미사일90~96발,대함미사일16발, 헬기1기), 줌왈트급 ^이지스위상배베열레이더4기(사방)
- 러시아 소브레메니급(대공미사일 48발,대함미사일8발,헬기2기), 우달로이급 ^공통회전식
- 영국 데어링급(대공미사일48발) ^샘슨위상배열레이더 1기(회전식,1초공백) type 42급
- 프랑스-이탈리아 호라이즌급 ^회전식 위상베열레이더

기타 독일, 네덜란드